# Camera dell'arte e delle curiosità

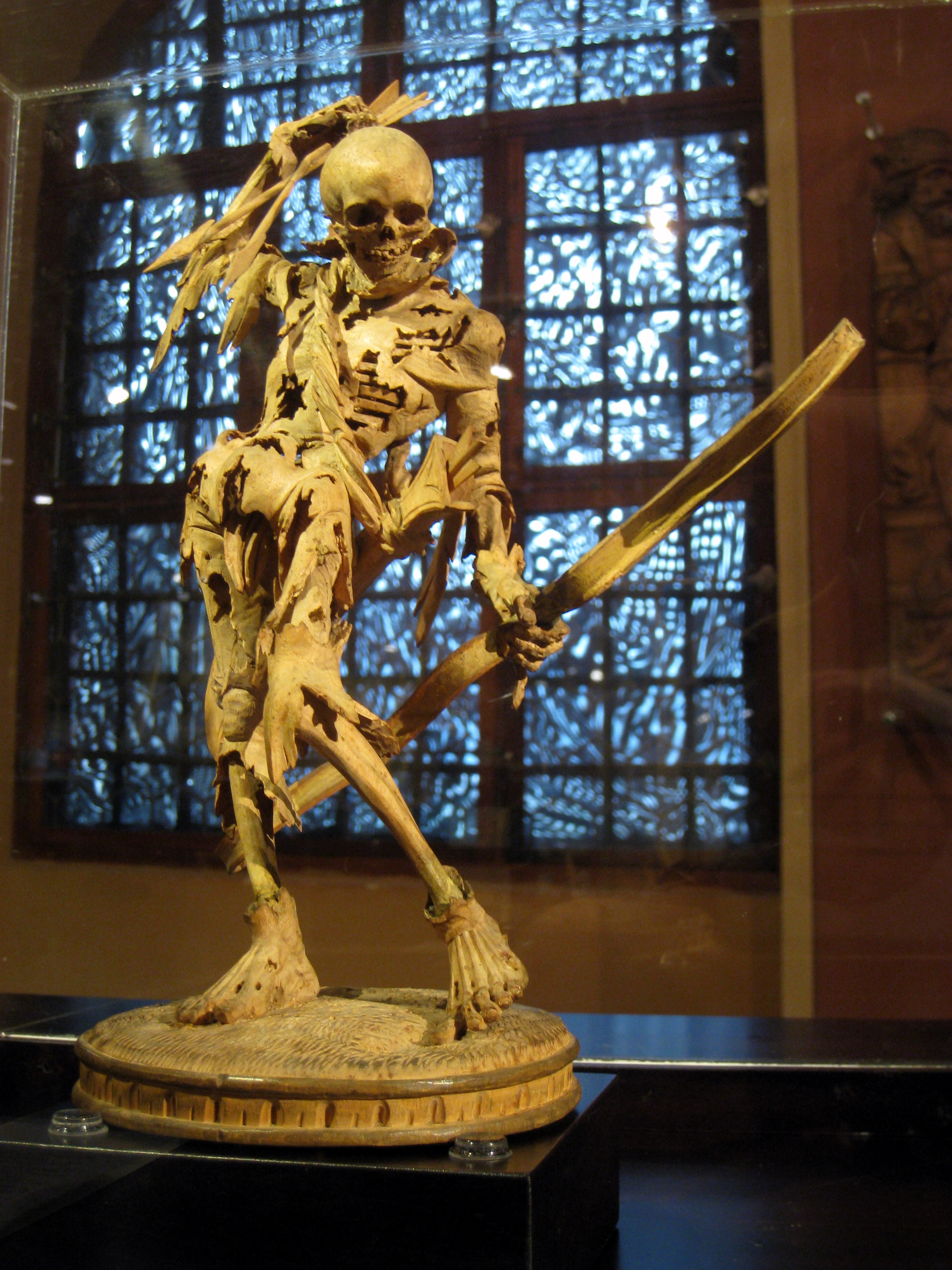
Immagine della morte, di Hans Leinberger, XVI secolo.

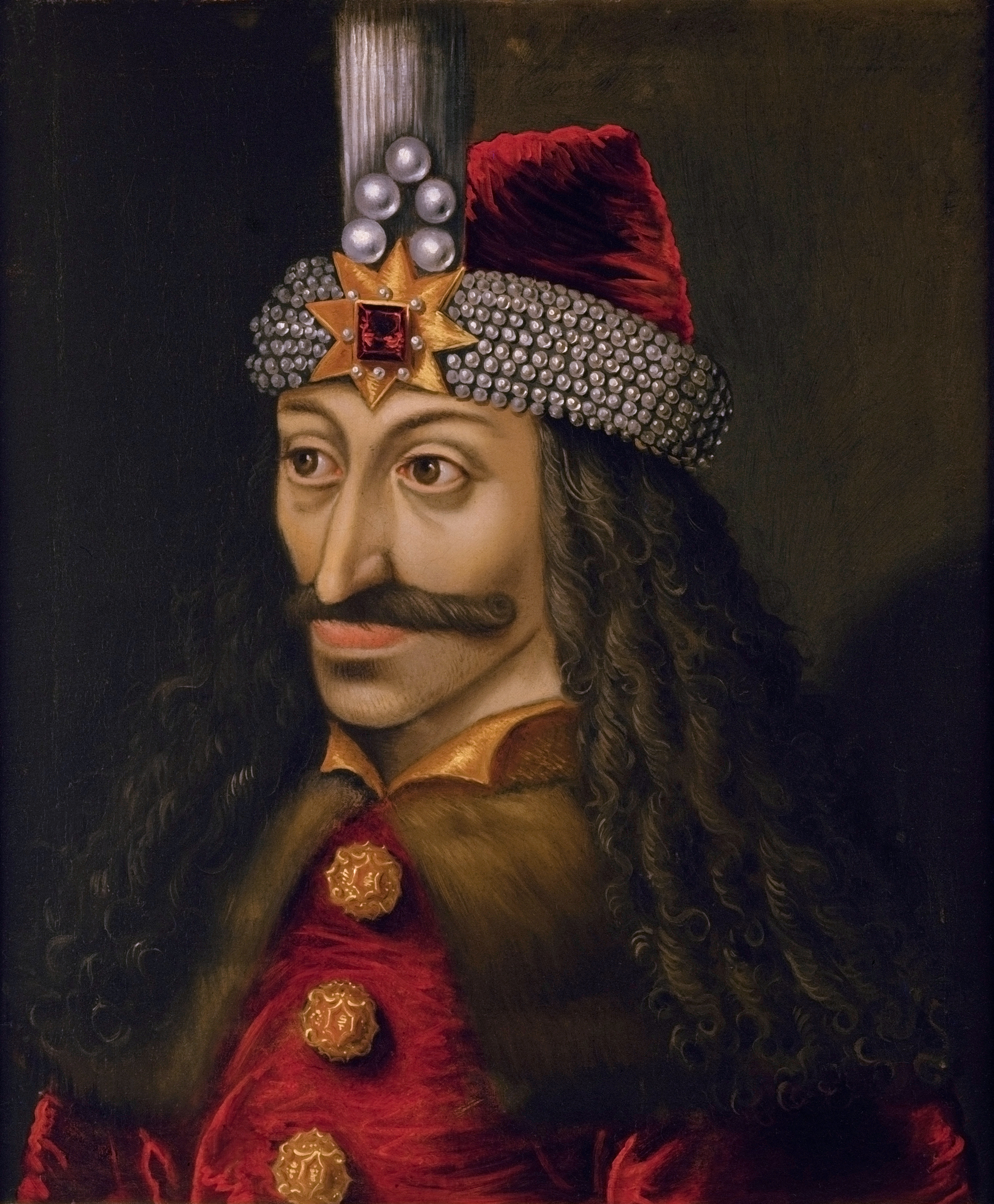
Vlad III l'Impalatore, di anonimo, XVI secolo.

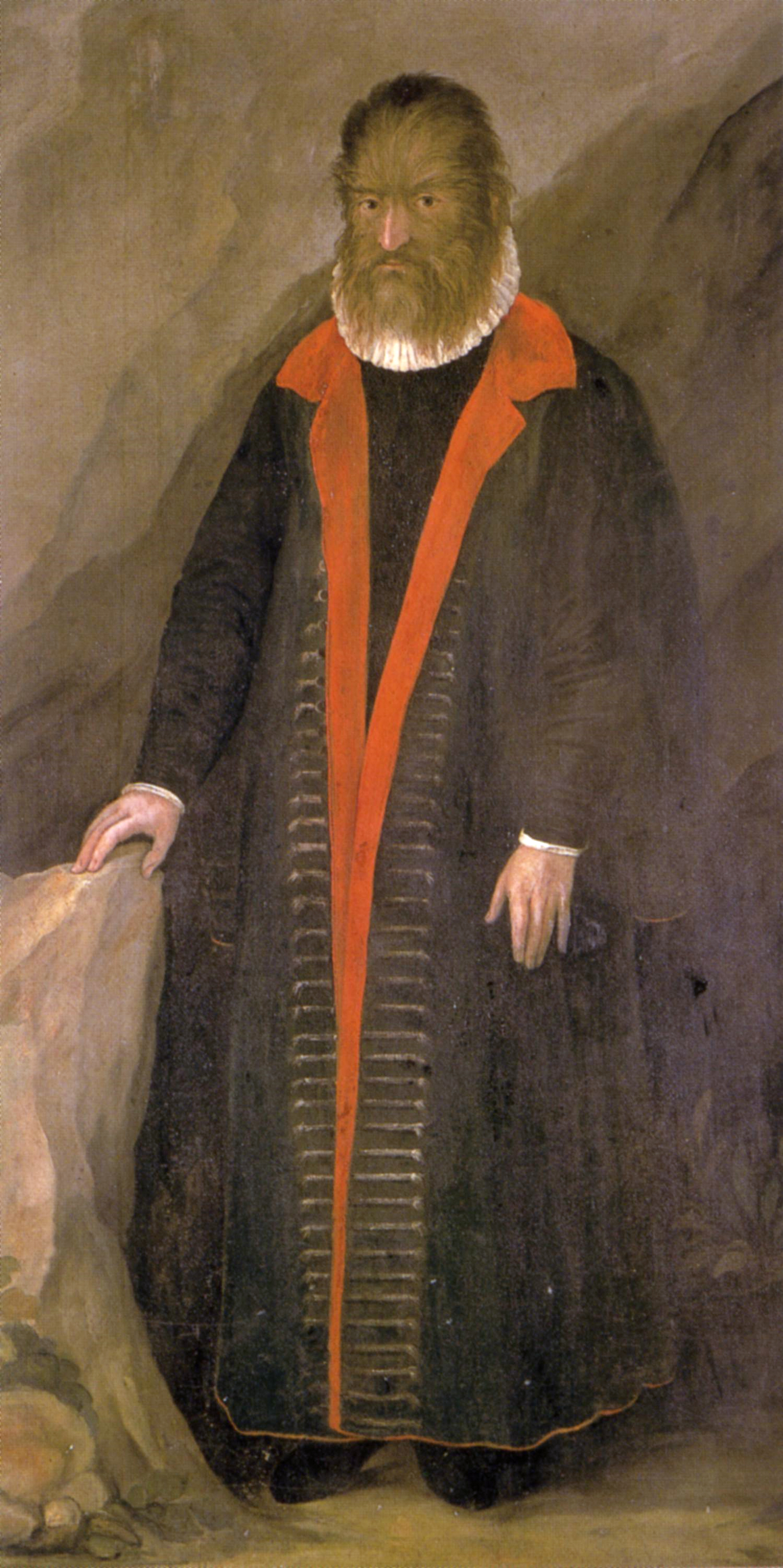
Pedro Gonzalez, di anonimo, 1580 circa.

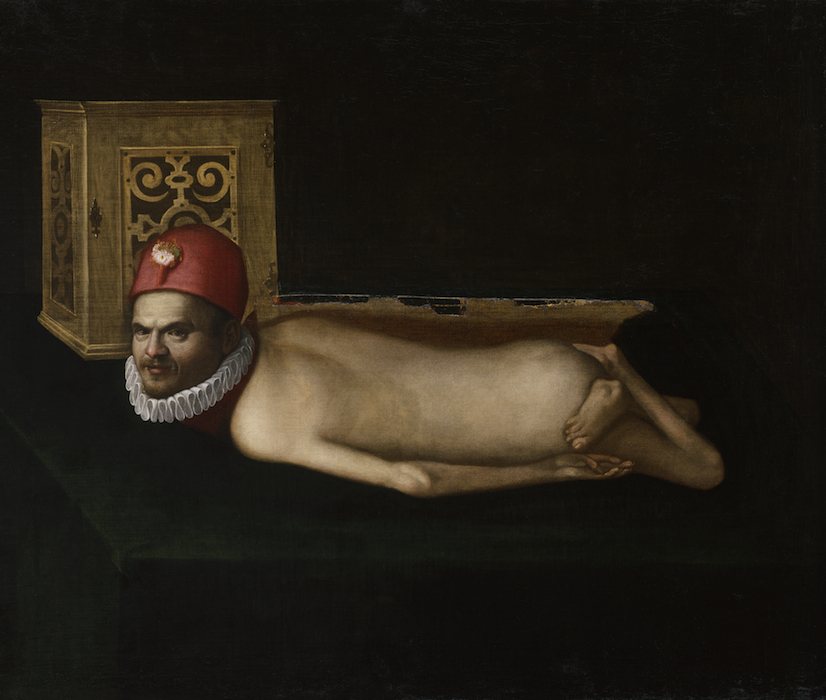
Il disabile, di anonimo, XVI secolo.

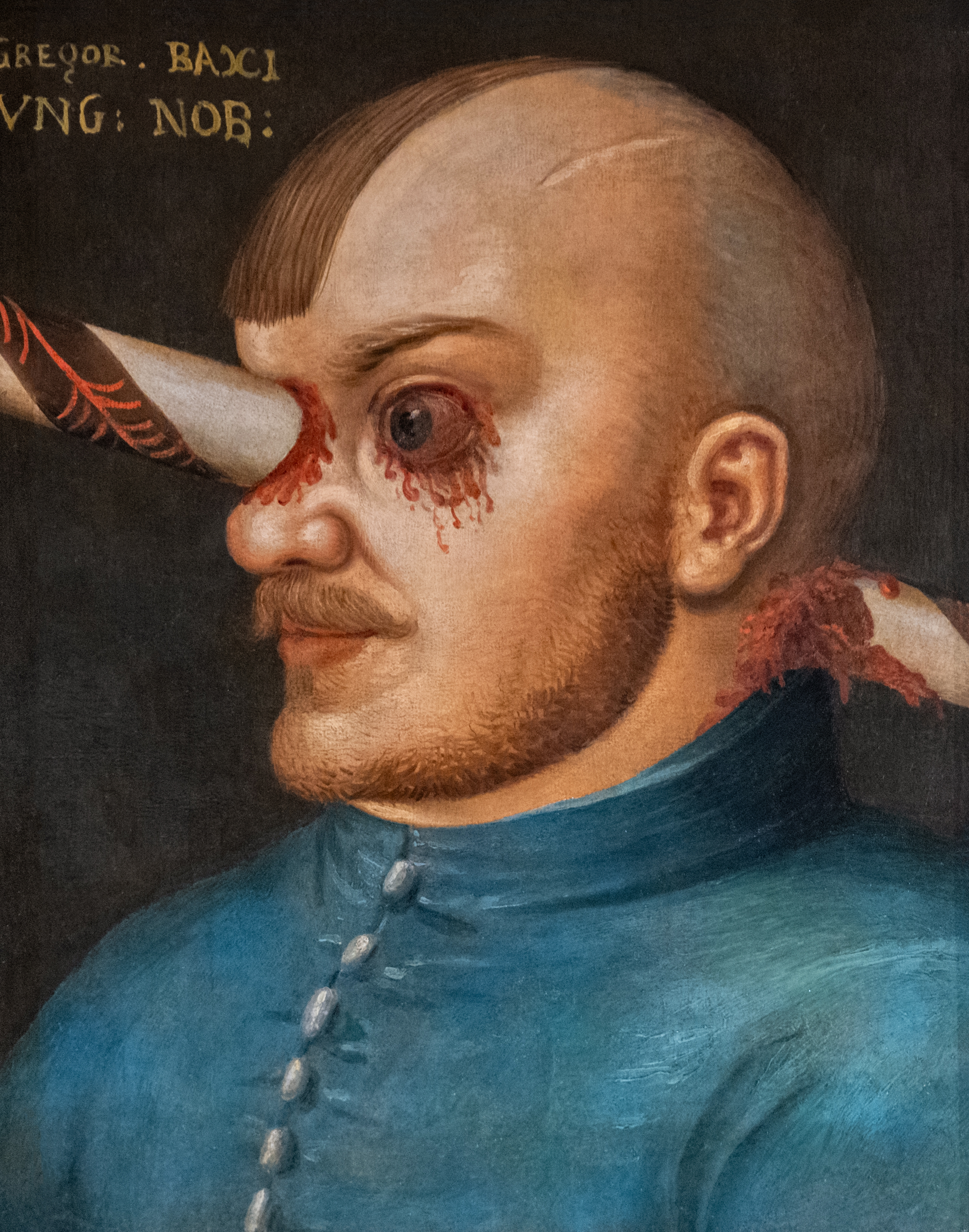
Gregor Baci, di anonimo, XVI secolo.

La Camera dell'arte e delle curiosità o Camera d’arte e di meraviglie (Kunst- und Wunderkammer) è una camera delle meraviglie fatta costruire da Ferdinando II d'Austria nel XVI secolo. Essa rappresenta un eccellente esempio di collezione tardo rinascimentale, quando l'interesse dei collezionisti era orientato verso il gusto per il grottesco, ed è attualmente visitabile presso il Castello di Ambras ad Innsbruck.

## Storia
Ferdinando II d'Austria, come molti governanti rinascimentali, era interessato a promuovere le arti e le scienze. Spese perciò molto tempo e molto denaro per mettere insieme la sua collezione, e convertì il medioevale Castello di Ambras in un palazzo signorile per poterla esibire. Accanto alla camera delle arti e delle curiosità, il castello ospita una collezione di armi medioevali e una galleria con i ritratti degli Asburgo. Sono inoltre presenti alcuni dipinti di Hans von Aachen. Attualmente queste raccolte sono amministrate dal Kunsthistorisches Museum di Vienna.

## La collezione
Nel museo è presentata una grande varietà di bizzarrie, come la scultura lignea "Immagine della morte", di Hans Leiberger, coppe, oggetti di corallo, statue in vetro, automi meccanici e vari altri oggetti. La parte dedicata all'Asia include una spada da samurai e alcuni dipinti su seta.

### L'immagine della morte
La statua raffigura la morte con le sembianze di un arciere che si prepara a incoccare la freccia ed è scolpita in legno di pero. Artisticamente, quest'opera è la più importante fra quelle esposte risalenti all'epoca di Massimiliano I d'Asburgo. Realizzata dallo scultore Hans Leinberger alla fine del XVI secolo, la statua entrò come cimelio di famiglia nella raccolta di Ferdinando II d'Austria, dove, nell'inventario del 1596, è citata come: "la morte con arco e faretra, artisticamente scolpita nel legno".
Degna di menzione è l'estrema cura nell'esecuzione del soggetto, raffigurato con abiti pieni di buchi, la pelle sfilacciata e il corpo scheletrico. Inoltre il corpo segue un movimento rotatorio, in contrasto con l'iconografia rinascimentale e con i modelli delle sculture classiche. Una posizione analoga è presente nella figura in bronzo di Alberto IV d'Asburgo per la tomba di Massimiliano I, nella chiesa di corte a Innsbruck. Il modello per questa figura venne realizzato su commissione di Massimiliano I da Hans Leinberger nel 1514, modello che inizialmente era parte di un progetto che prevedeva anche una statua dello stesso Massimiliano.

### Dipinti
La collezione include anche una serie di ritratti di soggetti unici, alcuni dei quali, all'epoca, erano considerati come miracoli della natura. I pittori sono spesso anonimi. Nella raccolta, che comprende giganti e nani, persone affette da ipertricosi e molto altro, alcune opere sono degne di nota:

#### Vlad III l'Impalatore
L'effigie di Vlad III di Valacchia venne dipinta circa un secolo dopo il suo regno e rappresenta uno dei suoi primi ritratti. Esso non intende rappresentarlo come un governante, bensì come "simbolo della crudeltà".

#### Pedro Gonzalez
La collezione include un dipinto di tale Pedro Gonzalez (Petrus Gonsalvus), così come di altre persone affette da forme estreme di ipertricosi, chiamata anche "sindrome di Ambras" nel 1933 in riferimento alla sua rappresentazione in questa raccolta. Nato nel 1537 a Tenerife, Pedro Gonzalez entrò nella corte di Enrico II di Francia, il quale lo mandò presso quella di Margherita d'Austria, reggente dei Paesi Bassi. Lì si sposò ed ebbe dei figli, alcuni dei quali anch'essi affetti da irsutismo. La sua famiglia fu oggetto di indagine medica, fra gli altri, da parte di Ulisse Aldrovandi. Successivamente Gonzalez si stabilì in Italia, ove morì.

#### Il disabile
Si tratta di un insolito dipinto di fine XVI secolo raffigurante un uomo con gravi deformità fisiche, posto sopra un ripiano scuro, con un mobile intarsiato dietro di lui. Nel tipico stile dei ritratti, il soggetto guarda verso lo spettatore, mentre la parte superiore del capo è coperta da un cappello. L'uomo è nudo e indossa solo una gorgiera, mentre i suoi arti appaiono flaccidi e senza vita. Originariamente il ritratto era parzialmente oscurato da un foglio di carta rossa, che l'osservatore poteva eventualmente sollevare per vedere il corpo del soggetto. L'uomo era probabilmente un buffone di corte.

#### Gregor Baci
Secondo la tradizione, l'uomo ritratto nel quadro sarebbe un nobile ungherese di nome Gregor Baci, che, a quanto pare, sopravvisse a un colpo di lancia che gli attraversò la testa entrando dall'occhio destro. L'infortunio si sarebbe verificato nel corso di un torneo cavalleresco. Nell'inventario del 1621, invece, l'uomo è identificato come un ussaro ungherese che ricevette il colpo durante una battaglia contro i turchi. Ad ogni modo, l'inusuale ritratto suscitò l'interesse di Ferdinando II d'Austria, al quale non interessava il dipinto in sé, ma piuttosto la particolarità della persona raffigurata.